# Trimethyl-orthoformiát
Trimethyl-orthoformiát je organická sloučenina se vzorcem HC(OCH3)3, nejjednodušší orthoester. Používá se v organické syntéze na přípravu methyletherů.
Produktem reakce aldehydu a trimethylorthoformiátu je acetal; ten se dá většinou přeměnit zpět na aldehyd působením kyseliny chlorovodíkové.

## Výroba a příprava
Trimethylorthoformiát se vyrábí methanolýzou kyanovodíku:
HCN + 3 HOCH3 → HC(OCH3)3 + NH3
Dá se také připravit reakcí chloroformu a methoxidu sodného; tato reakce je příkladem Williamsonovy syntézy etherů.

## Použití
Trimethylorthoformaiát se využívá v organické syntéze na tvorbu methoxymethylenových skupin a heterocyklů. Připojuje formylové skupiny na nukleofilní substráty, například z RNH2 tak vznikají sloučeniny typu R-NH-CHO, které procházejí dalšími reakcemi. Trimethylorthoformiát je také surovinou na výrobu fungicidů azoxystrobinu a pikoxystrobinu, a také některých floxacinových antibiotik.
Z trimethyl-orthoformiátu se vytváří také řada meziproduktů výroby léků.
Trimethylorthoformiát je vhodný pro převádění některých karboxylových kyselin na jejich methylestery. Do kysele katalyzovaných esterifikací methanolem lze zapojit trimethylorthoformiát jako látku, která přeměňuje vznikající vodu na methanol a methylformiát.